# Drymonia corax
Drymonia corax är en fjärilsart som beskrevs av Charles E. Rungs 1941. Drymonia corax ingår i släktet Drymonia och familjen tandspinnare. Inga underarter finns listade i Catalogue of Life.